# KC Rebell
KC Rebell, pseudonimo di Hüseyin Kökseçen (Pazarcık, 26 gennaio 1988), è un rapper tedesco.

## Biografia
Nato nel distretto di Pazarcık da genitori curdi, è cresciuto a Essen. Ha lanciato la propria carriera musicale nel 2003, salendo alla ribalta dieci anni dopo con l'uscita del terzo album in studio Banger rebellieren, che si è collocato in top five sia in Germania che in Austria.
I dischi Rebellution, Fata Morgana, Abstand, Maximum e Hasso, messi in commercio fra il 2014 e il 2019, hanno tutti e cinque conquistato la vetta delle Offizielle Deutsche Charts.
Nell'arco di otto anni ha piazzato oltre 60 entrate nella Deutsche Singlechart. Di queste, una ha esordito direttamente al vertice. Più di 1 400 000 vendite sono certificate dalla Bundesverband Musikindustrie, di cui 200 000 sono corrispondenti alle unità totalizzate complessivamente dagli album Fata Morgana e Abstand.

## Discografia

### Album in studio
- 2011 – Derdo Derdo
- 2012 – Rebellismus
- 2013 – Banger rebellieren
- 2014 – Rebellution
- 2015 – Fata Morgana
- 2016 – Abstand
- 2017 – Maximum (con Summer Cem)
- 2019 – Hasso
- 2020 – Maximum III (con Summer Cem)
- 2021 – FNFZHN (con Summer Cem)
- 2022 – Rebell Army
- 2023 – Galgen

### EP
- 2019 – Baller EP
- 2020 – Maximum III (con Summer Cem)

### Singoli
- 2013 – Kanax in Paris (feat. Farid Bang)
- 2014 – Egoist (feat. Kollegah & Majoe)
- 2019 – Hasso
- 2019 – DNA (feat. Summer Cem & Capital Bra)
- 2019 – Alleen
- 2019 – Badewanne (feat. Gringo)
- 2019 – Neptun (con RAF Camora)
- 2020 – Geht nich gibs nich (con Summer Cem)
- 2020 – Fly (con Summer Cem)
- 2020 – Valla nein! (con Summer Cem feat. Luciano)
- 2020 – Geh dein Weg (con Summer Cem feat. Loredana)
- 2020 – Andere Welt (con Capital Bra e Clueso)
- 2020 – QN (con Summer Cem)
- 2020 – Wow (con Summer Cem)
- 2020 – Happy Birthday (con Gringo)
- 2020 – Anani bacini (con Summer Cem)
- 2021 – Wenn sie ruft (con Miksu / Macloud, Veysel e Ramo)
- 2021 – FNFZHN Maximum Cut (con Summer Cem)
- 2021 – Filet Mignon
- 2021 – Money Movez
- 2021 – Polizei (con Gzuz)
- 2021 – Gelebt (con RAF Camora)
- 2021 – Teil von mir
- 2021 – Wohin (con Bojan e Lune)
- 2021 – Sanduhr (con Mathea)
- 2022 – Mogli
- 2022 – Ich bin unterwegs (con Morpheuz)
- 2023 – Happy Birthday (con Sanna)
- 2023 – Zusammen
- 2023 – Galgen
- 2023 – Born Ready
- 2023 – Rosenwasser (con Kontra K)
- 2023 – Ich weiß das (con Hasso e Miksu / Macloud)
- 2023 – So wie davor
- 2023 – Platin (con Samra)
- 2023 – Raindrops (con Anonym e Morpheuz)
- 2024 – Daddy Is Back
- 2024 – Manchmal
- 2024 – Goldjunge (con Summer Cem)
- 2025 – Let's Go
- 2025 – Hade (con Eno e Hakim Lokman)
- 2025 – Bling Bling (feat. Der Yavuz)
- 2025 – Hade (Level Space Edition) (con Eno e Hakim Lokman)